# Edgar de Carvalho Filho
Edgar Marcelino de Carvalho Filho (Salvador, 24 de maio de 1950) é um pesquisador brasileiro, titular da Academia Brasileira de Ciências na área de Ciências da Saúde desde 2002. É professor de clínica médica na Universidade Federal da Bahia, e membro da Academia de Ciências da Bahia. É também pesquisador da  Fiocruz Bahia, se dedicando a trabalhos na área de imunologia, incluindo pesquisas sobre leishmaniose e outras doenças tropicais.

## Formação
Edgar é graduado em Medicina pela Universidade Federal da Bahia (UFBA), concluindo o curso em 1973. Fez sua especialização em Reumatologia e Imunologia pela University of Virginia, nos EUA, (1979), e fez mestrado (1977) e doutorado (1986) em Medicina e Saúde pela UFBA. ANos depois, fez um pós-doutorado em Imunologia no Weill Cornell Medical College, também nos EUA (1990-1991).

## Honras e méritos
Em 2005, foi condecorado com a comenda da Ordem Nacional do Mérito Científico. Em 2018, recebeu o Prêmio Roberto Santos de Mérito Científico, na grande área “Ciências Biológicas e da Vida”, concedido pela Fundação de Amparo à Pesquisa do Estado da Bahia (Fapesb).